# نشان رسمی الجزایر
نشان رسمی الجزایر (عربی: الشعار الوطنی الجزائری آمازیغی: ⵜⴰⵎⴰⵜⴰⵔⵜ ⴰⵏⴰⵎⵓⵔ ⵏ ⵍⵣⵣⴰⵢⵔ) مهری است که توسط دولت استفاده می‌شود، همان‌طور که سایر ایالت‌ها از این نشان استفاده می‌کنند.

## توضیحات
شکل کنونی این نشان با نوشته عربی در ۱ نوامبر ۱۹۷۶ به تصویب رسید، اما تنها با تغییر شعار از فرانسوی به عربی از شکل قبلی متمایز شد. بر روی این نشان هلالی وجود دارد که بر روی پرچم الجزایر نیز وجود دارد و نماد اسلام است. متنی که دور نشان را گرفته است به عربی می‌گوید: الجمهوریة الجزائریة الدیمقراطیة الشعبیة («جمهوری دموکراتیک خلق الجزایر»، که نام رسمی کشور است).
دست فاطمه، نماد سنتی منطقه، در مقابل کوه‌های اطلس، زیر طلوع خورشیدی که نمایانگر عصر جدیدی است، ظاهر می‌شود. ساختمان‌ها برای صنعت و گیاهان برای کشاورزی.

## نگارخانه

نشان ملی الجزایر عثمانی (–۱۸۳۰)
نشان ملی الجزایر در زمان استعمار (۱۸۳۰-۱۹۶۲)
نشان دولت موقت الجزایر (۱۹۵۸–۱۹۶۲)
نشان ملی جمهوری الجزایر (۱۹۶۲–۱۹۷۱)
نشان ملی جمهوری الجزایر (۱۹۷۱–۱۹۷۶)